# Alexandria Glaude
Alexandria Junis Glaude (ur. 30 kwietnia 1997) – amerykańska zapaśniczka walcząca w stylu wolnym. Złota medalistka mistrzostw panamerykańskich w 2021 i brązowa w 2024. Trzecia na MŚ U-23 w 2018 roku.
Zawodniczka Christian Brothers High School i McKendree University.